# Herbert Thaler
Herbert Thaler (1940) es un deportista austríaco que compitió en luge en las modalidades individual y dobles. Ganó dos medallas en el Campeonato Mundial de Luge, oro en 1959 y plata en 1960.

## Palmarés internacional
| Campeonato Mundial | Campeonato Mundial           | Campeonato Mundial | Campeonato Mundial |
| Año                | Lugar                        | Medalla            | Prueba             |
| ------------------ | ---------------------------- | ------------------ | ------------------ |
| 1959               | Villard-de-Lans (Francia)    | Medalla de oro     | Individual         |
| 1960               | Garmisch-Partenkirchen (RFA) | Medalla de plata   | Doble              |